# Хрубешув
Хрубе́шув (Грубе́шов, пол. Hrubieszów) — город в Польше, входит в Люблинское воеводство, Хрубешувский повят. Имеет статус городской гмины. Занимает площадь 32,79 км². Население — 18 885 человек (на 2005 год).
Расположен на реке Хучва, в 5 км от польско-украинской границы. Является самым восточным городом страны.

## История
Древнерусский город Галицко-Волынского княжества, упомянутый в летописи как Гроубешевъ под 1255 годом. 
Находился в составе Царства Польского, в 1837 году стал уездным городом Люблинской губернии Привислинского края Российской империи.
В 1892 г. здесь насчитывалось 9606 жителей, действовали 25 предприятий (2 пивоваренных завода, 1 медоваренный, 1 кожевенный, 4 кирпичных, 2 мыловаренных и свечносальных, 1 терпентинный, 8 маслобойных, 1 уксусный, 1 канатный, 2 завода земледельческих машин и орудий, табачная фабрика), паровая мукомольня и 5 водяных и ветряных мельниц, 2 православные церкви, 1 костел; три госпиталя, 2 богадельни, мужская прогимназия.
В ходе первой мировой войны в 1915 году был оккупирован немецкими войсками.
В ходе второй мировой войны в 1939—1944 гг. был оккупирован немецкими войсками.

### Известные жители и уроженцы
- Болеслав Прус (1847—1912) — польский писатель.
- Гайдаренко, Степан Степанович (1909—1977) — Герой Советского Союза, лётчик.
- Которович, Богодар Антонович (1941—2009) — украинский скрипач.
- Рокич, Милтон (1918—1988) — американский социальный психолог.
- Штерн, Авраам (1762/1769 — 1842) — изобретатель.
- Оболенская, Кира Ивановна (1889—1937) — княжна, преподаватель, мученица.
- Роберт Знаёмски (1968—2021) - польский художник, график, просветитель и создатель мейл-арт.

## Достопримечательности
- Монастырь и костëл Бернардинцев начала XVII века, где хранится чудотворная икона с изображением Сокальской иконы Божией Матери.
- Свято-Успенская православная церковь, построена в 1867—1875 годах.